# Trachelobdella lubrica
Trachelobdella lubrica is een ringworm uit de familie van de Piscicolidae. De wetenschappelijke naam van de soort is voor het eerst geldig gepubliceerd in 1840 door Grube.